# Астрономія в Україні
Астрономія в Україні представлена багатьма науковими установами, які підпорядковані Національній академії наук України або входять до складу університетів. Систематичні астрономічні спостереження в Україні проводяться з початку XIX століття.

## Історія

### Давня історія
Археологічні знахідки свідчасть про зацікавлення астрономією різних народів, які населяли територію України. Одне з перших виконано за 15 тисяч років до н.е. На місці стоянки давніх людей на правому березі Удаю в Полтавській області виявлено бивень мамонта з таблицею фаз Місяця. На чашах XX—XV ст. до н.е., поширених у Північному Причорномор’ї, зображено зодіакальний знак Тельця. На пряслі тишинецької культури XV—XII ст. до н. е. виявлено зображення зодіаку. На чаші, виготовленій близько 1720 р. до н. е. і знайденій в Макиївці, в орнамент вплетено зображення Зодіаку з точками осені та весни.

### Початок систематичних спостережень (XVIII - початок XX століття)
Перша обсерваторія на території України була заснована 1771 року при Львському університеті. У 1821 році була заснована Миколаївська астрономічна обсерваторія як морська обсерваторія, метою якої було забезпечення Чорноморського флоту часом, картами та навчання морських офіцерів астрономічним методам орієнтування. В наступні десятиріччя були засновані обсерваторії в Києві (1845), Одесі (1871), Харкові (1888), Львові (1900), у Сімеїзі (1908) організовано астрофізичний відділ Пулковської обсерваторії. 1926 року в Полтаві відкрито гравіметричну обсерваторію, яка досліджувала рухи земних полюсів і припливи у земній корі.

### Радянська доба
Під час Німецько-радянської війни всі астрономічні установи України опинилися в окупації. Багато астрономів загинули на фронті або в окупації, багато інструментів було пошкоджено. Частина співробітників і обладнання були евакуйовані на схід СРСР і повернулась лише в кінці війни. Обсерваторія на горі Піп Іван була зруйнована і більше не відновлювалася. В кінці війни польські співробітники Львівської обсерваторії переїхали до Польщі, утворивши Астрономічний інститут Вроцлавського університету.
Після Німецько-радянської війни українська астрономія продовжила розвиватись як складова частина астрономії СРСР. У 1945 році в Голосієві, під Києвом, було створено астрономічну обсерваторію АН УРСР, яка з часом стала найбільшою астрономічною науковою установою в Україні. Багато обсерваторій, які на той час опинились в межах великих міст, перенесли свої основні інструменти на заміські спостережні станції. В цей час виникли спостережні станції в Лісниках біля Києва (1957), Брюховичах біля Львова (1957), Маяках і Крижанівці біля Одеси (1957), Граковому біля Харкова (1962). Були збудовані телескопи, які донині належать до найбільших в Україні: 2,6-м дзеркальний телескоп Шайна в Научному (1960), в 70-см АЗТ-8 в Лісниках (1968), 70-см АЗТ-8 в Граковому. Розвивалась радіоастрономія, зокрема були створені найбільший в світі декаметровий радіотелескоп УТР-2 біля Чугуєва (1970), радіолокаційний комплекс «Плутон» (1960 ) і 70-метровий радіотелескоп РТ-70 (1978) біля Євпаторії.
Українська космічна індустрія складала значну частину радянської космонавтики, яка на той час була однією з найпотужніших в світі. Українська задіяність в радянській космонавтиці виражалась не тільки у масштабних державних замовленнях для українських космічних підприємств ("Південьмаш", «Хартрон», КБ «Південне» і т.д.), великій кількості українських космонавтів і керівних ролях українських інженерів на чолі радянської космічної програми (Сергій Корольов в 1956-1966, Валентин Глушко в 1974-1989), але й у значній участі українських астрономів в розробці радянських наукових космічних місій і в обробці їхніх результатів.

### Незалежна Україна (з 1991)
Астрономія УРСР виявилась достатньо потужною й автономною, щоб після здобуття Україною незалежності стати повноцінною підсистемою незалежної української науки, однак міцні звʼязки з російською астрономією були остаточно зруйноваті лише під час Російсько-української війни. Набагато більше від розпаду СРСР постраждала українська космічна галузь, яка найсильніше залежала від звʼязків з Росією, в результаті за роки незалежності Україна спромоглась запустити лише кілька космічних місій, направлених на дослідження навколоземного космічного простору (Січ-1, Січ-1М, Січ-2). Відставання в космічній галузі лише частково компенсувалось участю українських астрономів в закордонних космічних місіях. Відкриття границь, з одного боку, збільшило кількість міжнародних наукових проєктів за участю українських астрономів, а з іншого - дозволило багатьом українським науковцям виїхати за кордон на постійне місце роботи.
В роки здобуття Україною незалежності була створена Українська астрономічна асоціація, а Академія наук УРСР була перетворена на Національну академію наук України.
Астрономічний енциклопедичний словник 2003 року відіграв значну роль у впорядкуванні україномовної астрономічної термінології.
Анексія Криму Росією в 2014 році порушила звʼязки кримських астрономічних установ з рештою українських наукових організацій. Окупаційна влада включила Кримську астрофізичну обсерваторію до складу Російської академії наук. Наукове обладнання було оновлене, але в захисній зоні обсерваторії проводилась активна забудова.
Повномасштабне російське вторгнення в Україну 2022 року призвело до раптового зменшення фінансування української астрономії і масової міграції українських астрономів на захід України та за кордон. Чугуївська спостережна станція і радіотелескоп УТР-2 на кілька місяців опинилися в окупації і були за цей час сильно ушкоджені.
| | |                                                                                                 |
| Астероїд Гаспра, відкритий Григорієм Неуйміним в Сімеїзькій обсерваторії і названий на честь курорту Гаспра, - перший астероїд, відвіданий космічним апаратом | Комета Чурюмова — Герасименко, відкрита українцями Климом Чурюмовим і Світланою Герасименко, - перша комета, на яку сів космічний апарат | Орбіта першої міжзоряної комети 2I/Борисова, відкритої кримським астрономом Геннадієм Борисовим |

## Основні наукові центри

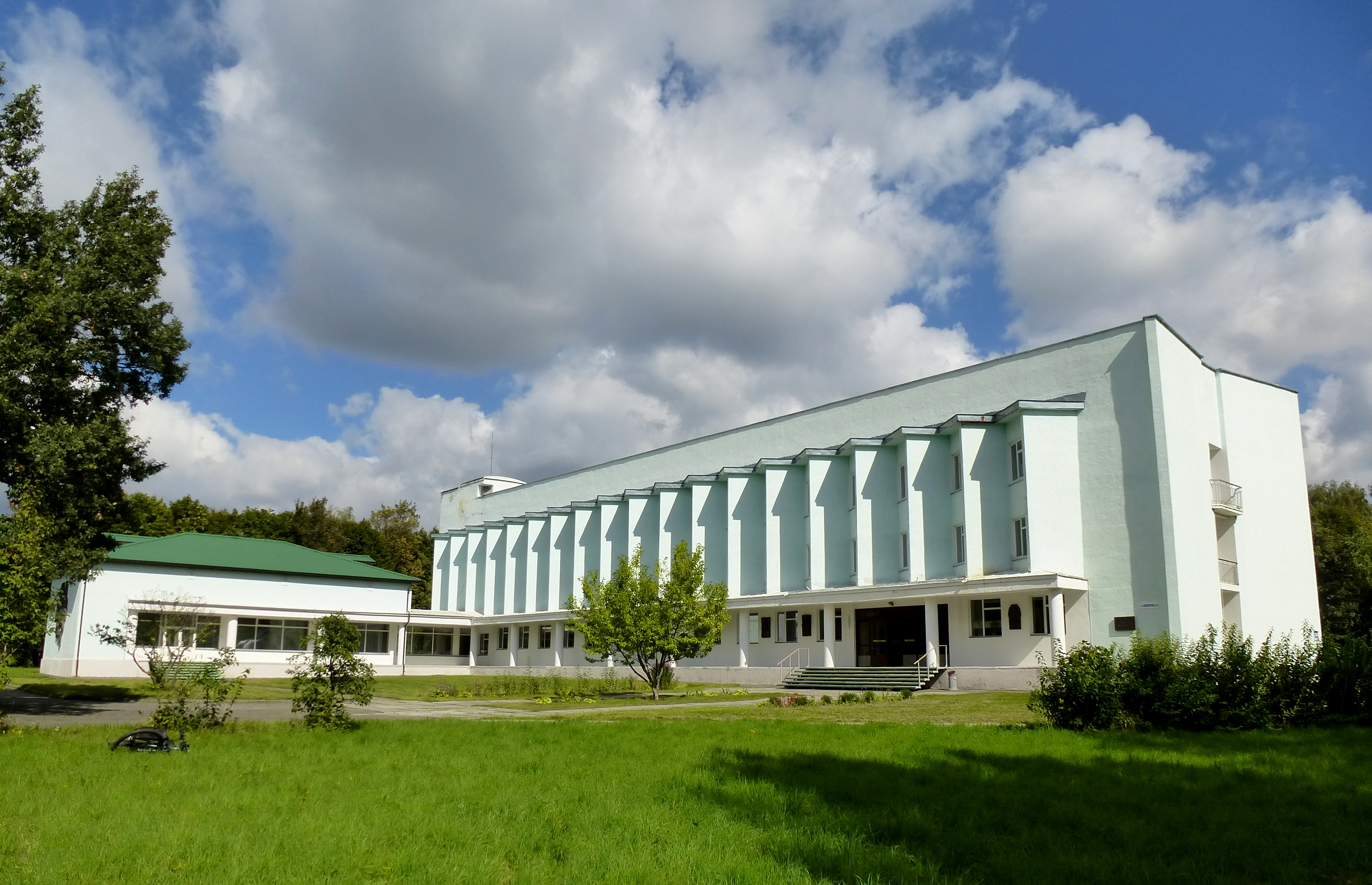
Головна астрономічна обсерваторія НАНУ

У Києві розташована Головна астрономічна обсерваторія НАНУ, яка є найбільшим астрономічним дослідницьким центром в Україні. Тематика її досліджень включає більшість розділів сучасної астрономії — астрометрію і атмосферну оптику, фізику астероїдів і комет, геліофізику, змінні зорі, зоряну динаміку, галактичну астрономію, фізику космічних променів, космологію. Іншою значною науковою організацією в Києві є Астрономічна обсерваторія Київського університету. Окрема астрономічна наукова група діє в Національному авіаційному університеті. Київський політехнічний інститут бере участь в космічних дослідженнях, зокрема, запускає власні космічні супутники.
У Харкові розташована Астрономічна обсерваторія Харківського університету, яка з часів Барабашова має потужну планетологічну школу. Обсерваторія спеціалізується на фізиці астероїдів і законах розсіювання світла поверхнями планет, а також на зоряних каталогах. Обсерваторії підпорядкована Чугуївська спостережна станція. Іншою важливою науковою організацією в Харкові є Радіоастрономічний інститут НАНУ, який володіє найбільшим в світі радіотелескопом в декаметровому діапазоні УТР-2. Деякі дослідження, пов'язані з астрономією, проводяться в Харківському національному університеті радіоелектроніки (з метеоритної тематики) та Харківському фізико-технічному інституті (зокрема, з космології).
Багато астрономічних досліджень проводиться в Криму (який на даний час окопований Росією). Кримська астрофізична обсерваторія в Научному біля Бахчисарая містить дзеркальний телескоп Шайна — найбільший в Україні оптичний телескоп з діаметром дзеркала 2,6 метри. Сімеїзька обсерваторія на горі Кішка містить оптичні телескопи, лазерні дальноміри та радіотелескоп. Національний центр управління та випробувань космічних засобів біля Євпаторії займається, зокрема, дослідженнями космічного простору радіоастрономічними методами.
Астрономічна обсерваторія Одеського університету особливо успішна в галузі дослідження змінних зір, наслідуючи традиціям наукової школи Цесевича. Обсерваторії підпорядковані спостережні станції Маяки і Крижанівка. Також змінними зорями займається наукова група в Одеському національному морському університеті.
Астрономічна обсерваторія Львівського університету займається фізикою ближнього космосу, Сонця, зір і галактик, релятивістською астрофізикою та космологією. Іншою львівською установою, яка бере участь в космічних дослідженнях, є Фізико-механічний інститут НАНУ.
Миколаївська астрономічна обсерваторія займається, зокрема, динамікою тіл Сонячної системи, зоряними системами координат, дослідженнями навколоземного простору.
Полтавська гравіметрична обсерваторія, окрім геофізичних досліджень, проводить також радіоастрономічні спостереження за допомогою радіотелескопа УРАН-2.
В Ужгородському університеті працює Лабораторія космічних досліджень.
В Дніпрі Конструкторське бюро «Південне» і Південний машинобудівний завод працюють над створенням космічних апаратів, в тому числі дослідницьких супутників.
Працюють кілька аматорських обсерваторій: Андрушівська в Житомирській області, Краматорська в Донецькій області, «Астрохата» в селі Оленівка під Бердянськом.

## Астрономічні організації
Державні астрономічні установи підпорядковані або Національній академії наук України (НАНУ), або входять до складу університетів, підпорядкованих безпосередньо Міністерство освіти і науки України (МОН). І в структураз НАНУ, і в структурах МОН проводяться наукові дослідження, функціонують аспірантури, діють ради з захисту дисертацій. Однак між структурами НАНУ і МОН є значні організаційні відмінності, зокрема багато наукових грантів і конкурсів доступні лише для одного з двох типів організацій.
Відділення фізики і астрономії НАНУ керує підпорядкованими НАНУ науковими установами. Воно ж присуджує премії НАНУ імені видатних, з яких основними астрономічними преміями є премія імені М. П. Барабашова за роботи в галузі фізики планет, зір і галактик, премія імені Є. П. Федорова за роботи в галузі теоретичної та прикладної астрономії, премія імені С. Я. Брауде в галузі радіофізики і радіоастрономії, премія імені Г. А. Гамова за результати в галузі теорії фундаментальних взаємодій, астрофізики і космології.
Українська астрономічна асоціація об'єднує астрономів з різних установ України.
Фаховими виданнями є такі журнали астрономічної тематики: Здобутки астрономії та фізики космосу, Кінематика і фізика небесних тіл, Вісник Київського національного університету імені Тараса Шевченка. Астрономія, Радіофізика і радіоастрономія, Одеські астрономічні публікації.

## Астрономічна освіта
Найбільшою університетською кафедрою, яка викладає астрономію, є кафедра астрономії та фізики космосу фізичного факультету Київського університету, а другою за розміром кафедра астрономії та космічної інформатики фізичного факультету Харківського університету.
Щорічно проводиться Всеукраїнська Олімпіада з астрономії та астрофізики.
Найбільшими планетаріями є Київський і Харківський. Також працюють планетанії у Вінниці, Дніпрі, Донецьку, Кропивницькому, Одесі, Херсоні, Чернігові. Діє велика кількість пересувних приватних планетаріїв. Космічна тематика представлена в експозиціях Музею космонавтики імені Корольова в Житомирі, Полтавського музею авіації та космонавтики, Вороновицького музею історії авіації та космонавтики у Вінницькійобласті, Музею космонавтики в Київському планетарії.
У 2024, на сайті Головної астрономічної обсерваторії НАН України було опубліковано «Голосіївський відеокурс елементарної астрономії».